# Secret Combination

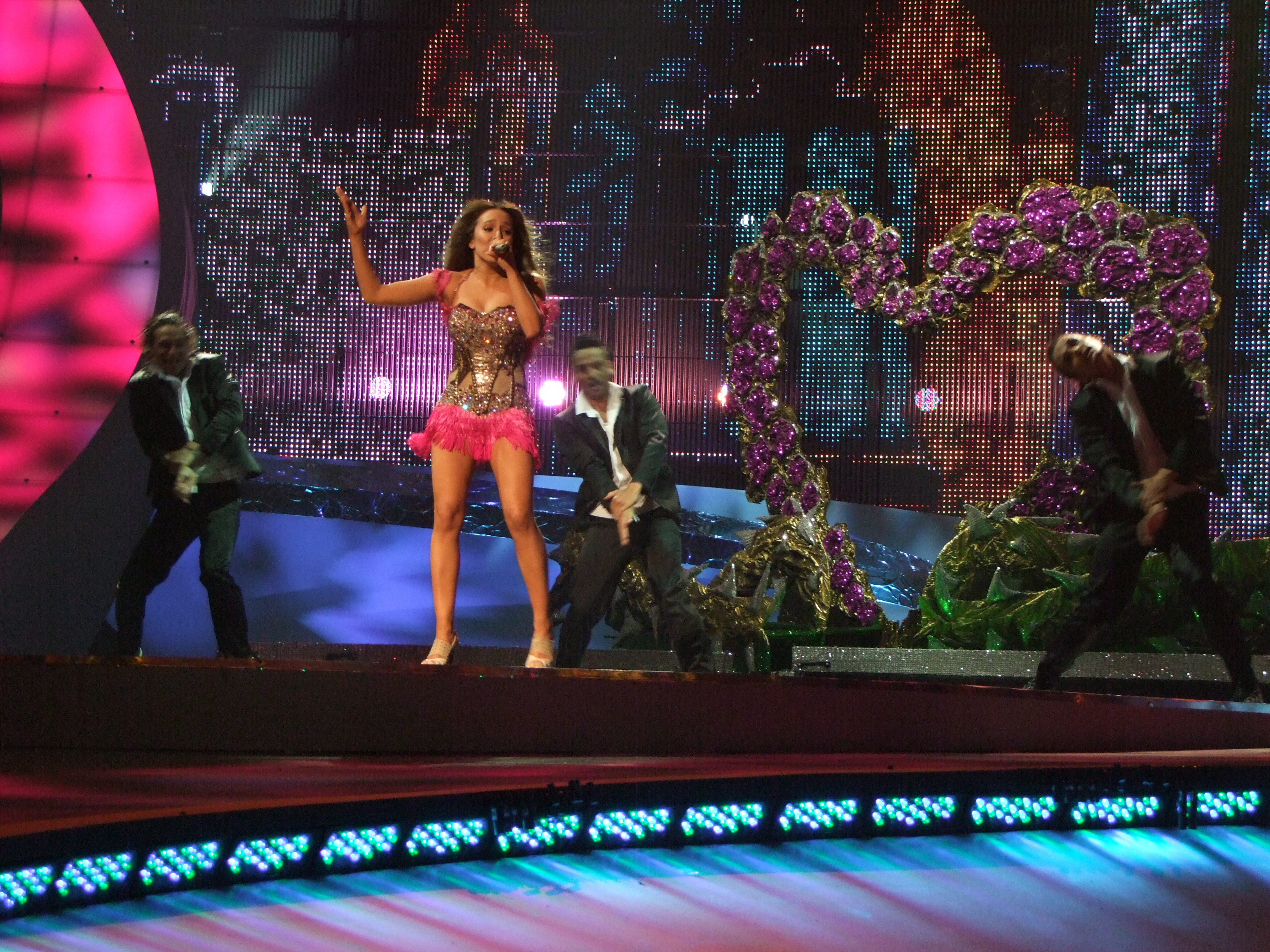

Secret Combination (с англ. — «Секретная комбинация») — песня, с которой 20 мая 2008 года Каломира представила Грецию на международном конкурсе песен «Евровидение 2008». Авторы песни: Посейдон Яннопулос, Константинос Панцис. Песня заняла 3 место с 218 баллами в финале, а в первом полуфинале конкурса — 1 место с 156 баллами.